# یاکیر آهارونوف
 یاکیر آهارونوف (عبری: יקיר אהרונוב‎؛ زادهٔ ۲۸ اوت ۱۹۳۲) یک دانشمند اهل اسرائیل است.
وی همچنین برنده جوایزی همچون جایزه اسرائیل شده است.